# Spider-Noir (televíziós sorozat)
A Spider-Noir egy közelgő amerikai televíziós sorozat, melyet Oren Uziel és Steve Lightfoot fejlesztettek az MGM+ számára. A figura a Marvel Comics Spider-Man Noir karakterén alapul. A Sony Pictures Television készíti a Lord Miller Productions, Pascal Pictures és Amazon MGM Studios együttműködésében A sztori Sony Pókember-univerzuma részeként van tervezve.
Nicolas Cage alakítja Spider-Man Noirt, miután a karakter egyik változatát megszólaltatta a Sony 2018-as Pókember: Irány a Pókverzum! filmjében. További szereplők Lamorne Morris, Brendan Gleeson, Li Jun Li, Abraham Popoola, Jack Huston és Karen Rodriguez. A fejlesztést 2023. februárjában kezdték, majd 2024. májusában tették hivatalossá Cage szereplését.
A forgatás 2024 augusztusában kezdődött Los Angelesben.
A Spider-Noir az MGM+-on debütál, és nyolc epizódból fog állni.

## Kiindulópont
Egy öregedő, balszerencsés magánnyomozó próbál megbirkózni a múltjával, amikor az 1930-as évek New Yorkjának ő volt az egyetlen szuperhőse.

## Szereplők
| Színész         | Szerep           | Leírás |
| --------------- | ---------------- | --- |
| Nicolas Cage    | Spider-Man Noir  | Pókember egy idősebb, megviseltebb verziója. Balszerencsés magánnyomozó és szuperhős a 30-as évekbeli New York City alternatív világából. |
| Lamorne Morris  | Robbie Robertson | Újságíró, aki kockázatos sztorikat keres, hogy figyelmet keltsen és előre lépjen a karrierjében.                                          |
| Brendan Gleeson |                  | New York-i maffiafőnök |
| Li Jun Li       |                  | Énekes egy New York-i éjszakai klubban.                                                                                                   |
| Abraham Popoola |                  | Első világháborús veteránt . |
| Jack Huston     |                  | Testőr |
| Karen Rodriguez |                  | |

## Forgatás
A munka 2024. augusztusában kezdődött Los Angelesben de később a 2025. januárjában kitört dél-kaliforniai erdőtüzek miatt ideiglenesen szüneteltetni kellett a forgatást. A munkálatok a tervek szerint 2025 februárjáig folytatódnak.

## Megjelenés
A sorozat először az MGM+-on fog debütálni az Egyesült Államokban. Később, beleértve az Egyesült Államokat is, az Amazon Prime Video szolgáltatón lesz elérhető világszerte. A sorozat nyolc epizódból fog állni.